# Billet de 50 francs Saint-Exupéry
Pour les articles homonymes, voir 50 francs.
Recto
Verso
Chronologie
50 francs Quentin de La Tour Passage à l'euro
Le 50 francs Saint-Exupéry est un billet de banque en francs à l'effigie de l'écrivain et aviateur Antoine de Saint-Exupéry. Remplaçant le 50 francs Quentin de La Tour, il a été créé par la Banque de France le 10 mars 1992 et est entré en circulation le 20 octobre 1993,.
Son émission a cessé le 31 décembre 2001 lorsque les billets en euro sont entrés en circulation.

## Historique
Comme tous les autres billets en francs remplacés par l'euro (500 francs Pierre et Marie Curie, 200 francs Gustave Eiffel, 100 francs Cézanne, 20 francs Debussy), il a cessé d'avoir cours légal à partir du 18 février 2002, et est resté échangeable aux guichets de la Banque de France, de l'Institut d'émission des départements d'outre-mer et du Trésor public jusqu'au 17 février 2012 inclus.

## Description
Le 50 francs Saint-Exupéry a été conçu par le graphiste franco-suisse Roger Pfund. En plus d'une photographie d'époque d'Antoine de Saint-Exupéry retouchée, il reprend des éléments du Petit Prince dessinés par l'écrivain, le Petit Prince sur une planète et le boa ayant avalé un éléphant, ainsi qu'un fond de carte géographique avec le tracé d'une liaison aérienne. Au revers figure le dessin d'un Breguet XIV, l'avion de Saint-Exupéry.
Les dimensions sont de 123 × 80 mm.

## Remarques
- Pour la gravure, le système utilisé par la Banque s'appelle ADAGIO — pour Atelier de dessin assisté pour la gravure de l'intaglio et de l'offset — et permet une précision accrue, un contrôle parfait du graphisme et des différentes couleurs[4].
- Pour la réalisation du filigrane, le système INGRES  — pour Installation de numérisation d'emboutissage de sécurité — permet de graver directement les matrices entre lesquelles sera emboutie la toile métallique qui servira pour le papier filigrané[4].
- Ce billet utilise le système des micro-lettres en haut à gauche du recto. Le texte " Il y avait sur une étoile une planète la mienne la terre un petit prince à consoler! Je le pris dans les bras ", extrait du Petit Prince, y est reproduit en caractères majuscules en continu sur huit lignes. Il est très difficilement lisible à l'œil nu, plus facilement avec une loupe à fort grossissement[5].
- Certaines émissions datées 1992 et 1993 comportent une erreur typographique, le « E » comporte un accent (« Saint-Éxupéry »). Il reste en circulation jusqu'en 1997, année où l'erreur sera corrigée avec la sortie d'un nouveau billet sans l'accent (« Saint-Exupéry »).
- Ce billet existe soit avec un fil de sécurité inscrit dans la trame du papier, soit avec une bande discontinue réfléchissante dite « STRAP » (acronyme de Système de Transfert Réfléchissant Anti Photocopie).
- Il existe de nombreux « billets fautés » : le mouton coupé en deux ou absent, l'absence de bande strap, etc.
- On reprocha à ce billet de s'user très vite[6].